# Arachnis picta
Espèce
Arachnis picta est une espèce de lépidoptères (papillons) nord-américains de la famille des Erebidae et de la sous-famille des Arctiinae.

## Nom vernaculaire
L'espèce est appelée painted tiger moth en anglais.

## Morphologie
L'envergure de l'imago atteint environ 50 mm.

## Distribution
Arachnis picta est présente dans le quart sud-ouest des États-Unis et au Mexique,.

## Écologie
Le papillon vole en été.
La chenille se nourrit de diverses plantes herbacées, dont des lupins, des acanthes et le radis.

## Liste des sous-espèces
On distingue plusieurs sous-espèces :
- Arachnis picta picta  Packard, 1864 — Californie.
- Arachnis picta perotensis Schaus, 1889 — Mexique.
- Arachnis picta maia Ottolengui, 1896 — Colorado, Nouveau-Mexique, Mexique.
- Arachnis picta insularis Clarke, 1941 — Californie.
- Arachnis picta meadowsi Comstock, 1942 — Californie.